# Рудольф II (король Бургундии)

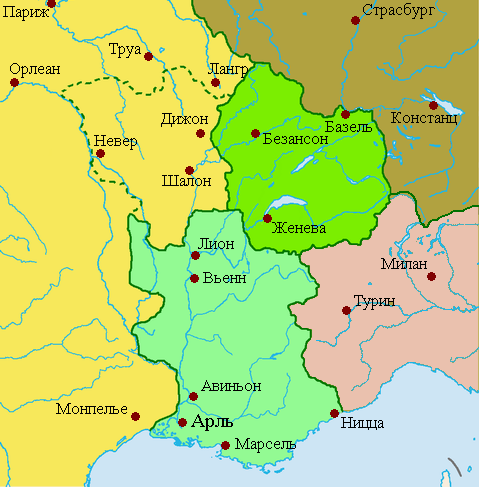
Бургундские государства в 925 году
Королевство Верхняя Бургундия
Королевство Нижняя Бургундия
Западнофранкское королевство
Восточнофранкское королевство
Королевство Италия

Рудольф II (Родольф, Родольфо; фр. Rodolphe II, итал. Rodolfo II; ок. 880/885 — 11 июля 937) — король Верхней Бургундии с 912 года, король Италии в 922 — 926 годах, король Нижней Бургундии и Арелата с 933 года.

## Биография

### Правление
Рудольф II, сын короля Рудольфа I и Виллы, дочери Бозона Вьеннского, короля Нижней Бургундии, после смерти отца в 912 году унаследовал королевство Верхняя Бургундия.
Первоначально он попытался расширить свои владения за счёт земель соседнего герцогства Швабия, входившего в состав Восточно-Франкского королевства. Однако после того, как королём в Восточно-Франкском королевстве в 919 году был выбран герцог Саксонии Генрих I Птицелов, Рудольф был разгромлен германской армией в Винтертуре. Несмотря на это поражение, Рудольфу удалось сохранить в своих руках графства Арговия и Турговия, располагавшиеся на востоке от реки Аре. Кроме того в 922 году он женился на дочери герцога Швабии Бурхарда II, что позволило Рудольфу закрепиться на завоёванных землях, но заставило отказаться от дальнейших попыток расширить владения за счёт Швабии. После этого он обратил внимание на Италию.
В Итальянском королевстве в это время знать боролась против короля Беренгара I Фриульского, коронованного в 916 году императорской короной. В итоге мятежная знать, во главе которой стоял маркграф Ивреи Адальберт I, решили избрать нового короля и их выбор пал на Рудольфа II Бургундского. Рудольф, согласившись принять корону, вторгся в конце 921 года в Италию, где состоялось подобие выборов, в результате которых он был выбран королём. Однако значительная часть Эмилии, Тосканы, Сполето и Фриуль оставалась под контролем Беренгара.
В 923 году к Югу от По вспыхнул бунт, который возглавил епископ Пьяченцы Гвидо. Восставшие позвали на помощь императора Беренгара, который немедленно выступил против Рудольфа. 17 июля около Ференцуоллы состоялась битва, которая вначале складывалась благоприятно для Беренгара. Однако подошедшее к Рудольфу подкрепление резко изменило соотношение сил, в результате чего императорская армия была разбита, а сам Беренгар чудом избежал смерти и бежал в Верону. Однако потери Рудольфа также оказались весьма значительны, поэтому он решил договориться с Беренгаром. В результате Итальянское королевство оказалось разделено на две части. Беренгар сохранил за собой южную и восточную часть, а западная оказалась в руках Рудольфа. В декабре Рудольф, посчитавший, что ситуация стабилизировалась, отправился в Бургундию на переговоры с королём Западно-Франкского королевства Раулем.
Воспользовавшись отсутствием Рудольфа, Беренгар нанял венгерских наёмников, вторгшихся в подвластную Рудольфу Италию и осадивших Павию. Поскольку штурм города не удался, они подожгли город и, взяв с уцелевших горожан выкуп, отправились в Бургундию. Для того, чтобы противостоять венграм, Рудольф призвал на помощь фактического правителя Нижней Бургундии Гуго Арльского. Объединённая армия разбила наёмников, заставив их бежать в Италию. А сам Беренгар 16 апреля 924 года был убит в результате заговора, в результате чего Рудольф, спешно явившийся в Италию, стал единственным королём.
Однако в южной части королевства его королём так и не признали. Кроме того часть знати отвернулась от Рудольфа, не желал его признавать королём и папа римский Иоанн X. В результате знать выдвинула нового претендента на итальянский трон — Гуго Арльского. Мятеж возглавила сестра Гуго, маркграфиня Ивреи Эрменгарда, кандидатуру Гуго поддержали папа Иоанн X и епископ Милана Ламберт. В итоге зимой 926 года Рудольф был вынужден отправиться в Бургундию за подкреплениями. Кроме того, к нему присоединился тесть, герцог Швабии Бурхард II. Весной армия Бурхарда вступила в Италию. Но после того, как 28 или 29 апреля Бурхард попал в засаду около Новары и погиб, Рудольф окончательно вернулся в Бургундию, фактически отказавшись от Итальянского королевства. Новым королём Италии в итоге стал Гуго Арльский.
В 933 году итальянские магнаты, недовольные Гуго, вновь пригласили Рудольфа II в Италию. Однако Рудольф не особенно стремился в Италию, вместо этого он предпочёл договориться с Гуго. В результате этого договора Рудольф окончательно отказался от итальянской короны. Взамен он получил Нижнюю Бургундию, правителем которой после смерти в 928 году Людовика III Слепого был Гуго. В результате оба бургундских государства были объединены под властью Рудольфа II, который стал первым королём объединённого Бургундского королевства. Столицей нового государственного образования стал город Арль в дельте Роны, латинское название которого (лат. Arelate) стало использоваться для именования Бургундского королевства.
Рудольф умер 11 июля 937 года, оставив королевство своему малолетнему сыну Конраду.

### Семья
Жена: с 922 года — Берта Швабская (умерла после 2 января 966), дочь герцога Швабии Бурхарда II
- Юдит
- Людовик
- Конрад I Тихий (около 925 — 19 октября 993), король Бургундии с 937 года
- Бушар (умер 23 июня 957/959), архиепископ Лиона с 949 года
- Адельгейда (ок. 931 — 16 декабря 999), королева Италии и императрица Священной Римской империи; 1-й муж: с 947 года — король Италии Лотарь II (926 — 22 ноября 950); 2-й муж: с 951 года — король Германии и император Священной Римской империи Оттон I Великий (23 ноября 912 — 7 мая 973)
- Рудольф (937/938 — 26 января 973), граф в Эльзасе, вероятный родоначальник Рейнфельдского дома